# Юнгур (народ)
Юнгур (также юнгирба, бинна, лала; англ. yungur, yungirba, binna, lala; самоназвание: ɓəna) — адамава-убангийский народ, населяющий восточную часть Нигерии, гористую местность на левом берегу реки Гонгола, к северу от города Йола и реки Бенуэ (районы Гуюк, Гомби и Сонг штата Адамава). Объединяет 17 кланов, северные кланы известны под общим названием «пурра». Одно из названий народа юнгур «лала» является пейоративным.
По оценкам, опубликованным на сайте организации Joshua Project, численность народа юнгур составляет около 173 000 человек.

## Язык
Народ юнгур говорит на языке бена (юнгур) адамава-убангийской семьи нигеро-конголезской макросемьи. Несмотря на то, что в речи того или иного клана этого народа отмечаются языковые особенности, в целом диалектные различия между говорами кланов невелики. Язык бена известен также под названиями «бинна», «буна», «ебина», «ебуна», «гбинна», «пурра», «янгеру», «йонгор», «янгур», «лала» (самоназвание — ebəna). В классификации языков адамава, представленной в справочнике языков мира Ethnologue, язык бена вместе с языками каан (либо), мбои, роба (лала-роба) и воро (бена, юнгур) входит в состав группы юнгур ветви ваджа-джен. В основе письменности лежит латинский алфавит. Как второй язык бена распространён среди носителей близкородственного языка мбои. Численность говорящих на языке бена, согласно данным, опубликованным в справочнике Ethnologue, составляет около 95 000 человек (1992). Помимо родного языка представители народа юнгур также говорят на языках дера, хауса и фула (нигерийский фульфульде).

## Религия
Большинство представителей народа юнгур придерживается традиционных верований (62 %), имеется значительная группа мусульман (30 %), число христиан сравнительно невелико (8 %).

## Культура
Культура и быт народа юнгур схожи с культурой и бытом народов, живущих по среднему и верхнему течению реки Бенуэ (джен, чам-мона, лонгуда, га’анда и других). Все они сохранили в условиях относительной изоляции региона в верховьях Бенуэ местные культурно-бытовые особенности, в их числе использование в ритуальных обрядах керамических сосудов антропоморфной формы, нехарактерных для народов соседних регионов, у которых использовались деревянные статуэтки и маски.
Один из элементов религиозных ритуалов юнгур — изготовление сосудов (виисо), в которых по их представлениям селятся духи умерших вождей. Верхняя часть каждого из таких сосудов выполняется в виде человеческой головы. На передней части виисо изображаются следы скарификации, сходной с той, что делают представители народа юнгур у себя на груди до настоящего времени. Также сосуды виисо могут олицетворять вместилище духов самых ранних предков народа, которые поддерживают связь этого мира со священной землёй предков Мукан. Особую роль в похоронных обрядах играют статуэтки, вырезанные из дерева, которые изображают умерших людей.

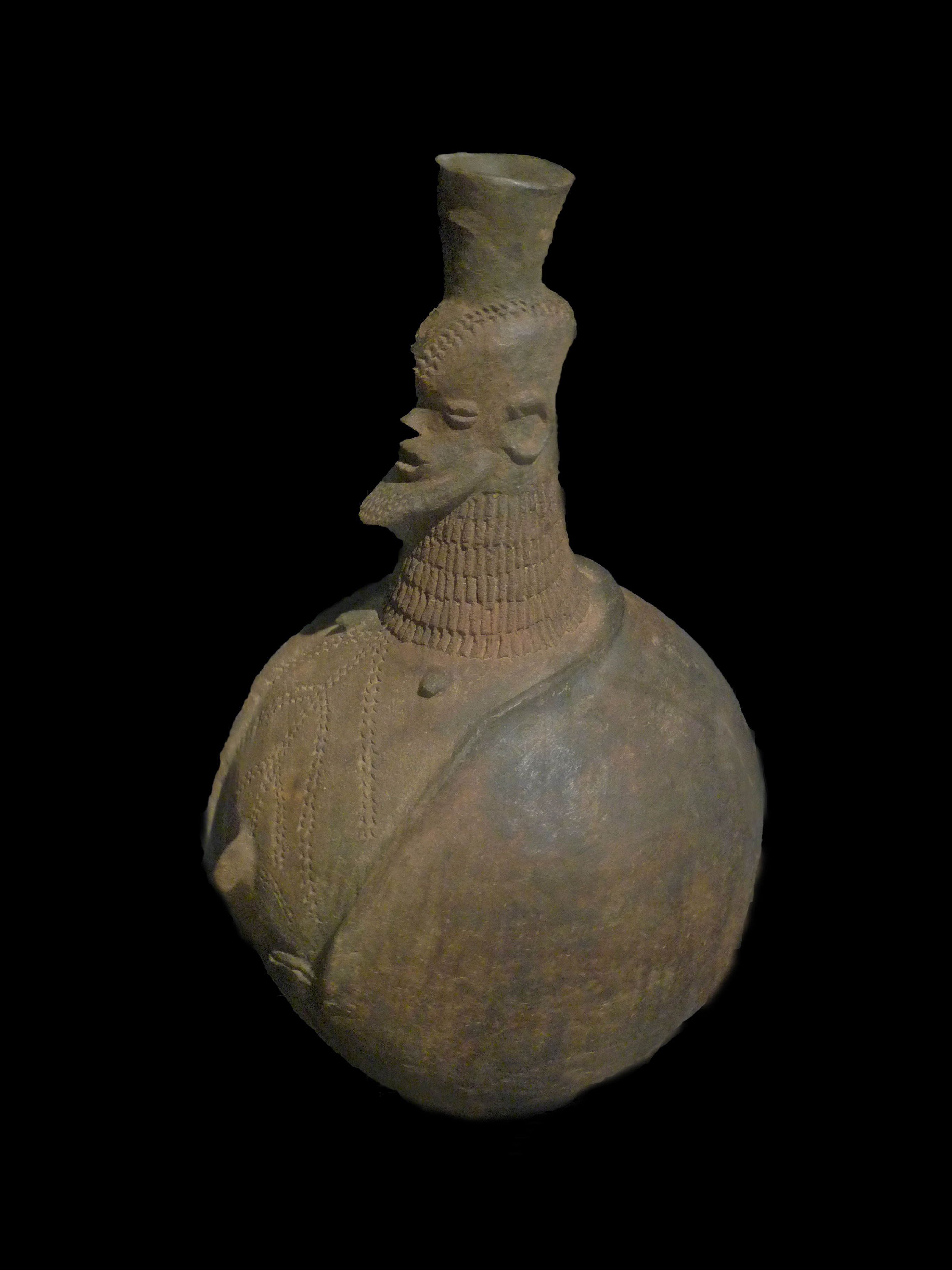
Сосуд виисо (Музей Барбье-Мюллера[фр.])
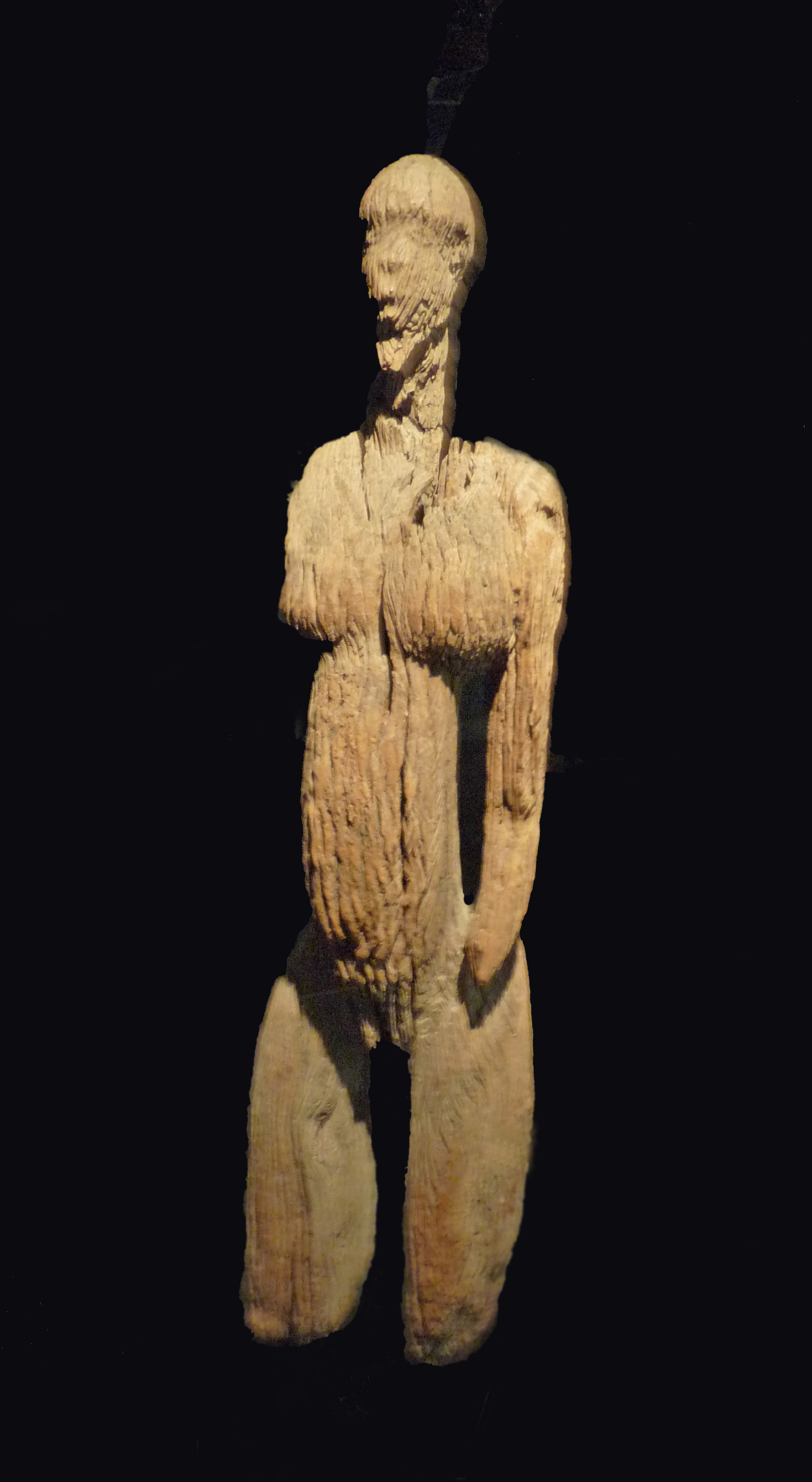
Скульптура (Частная коллекция, Париж)
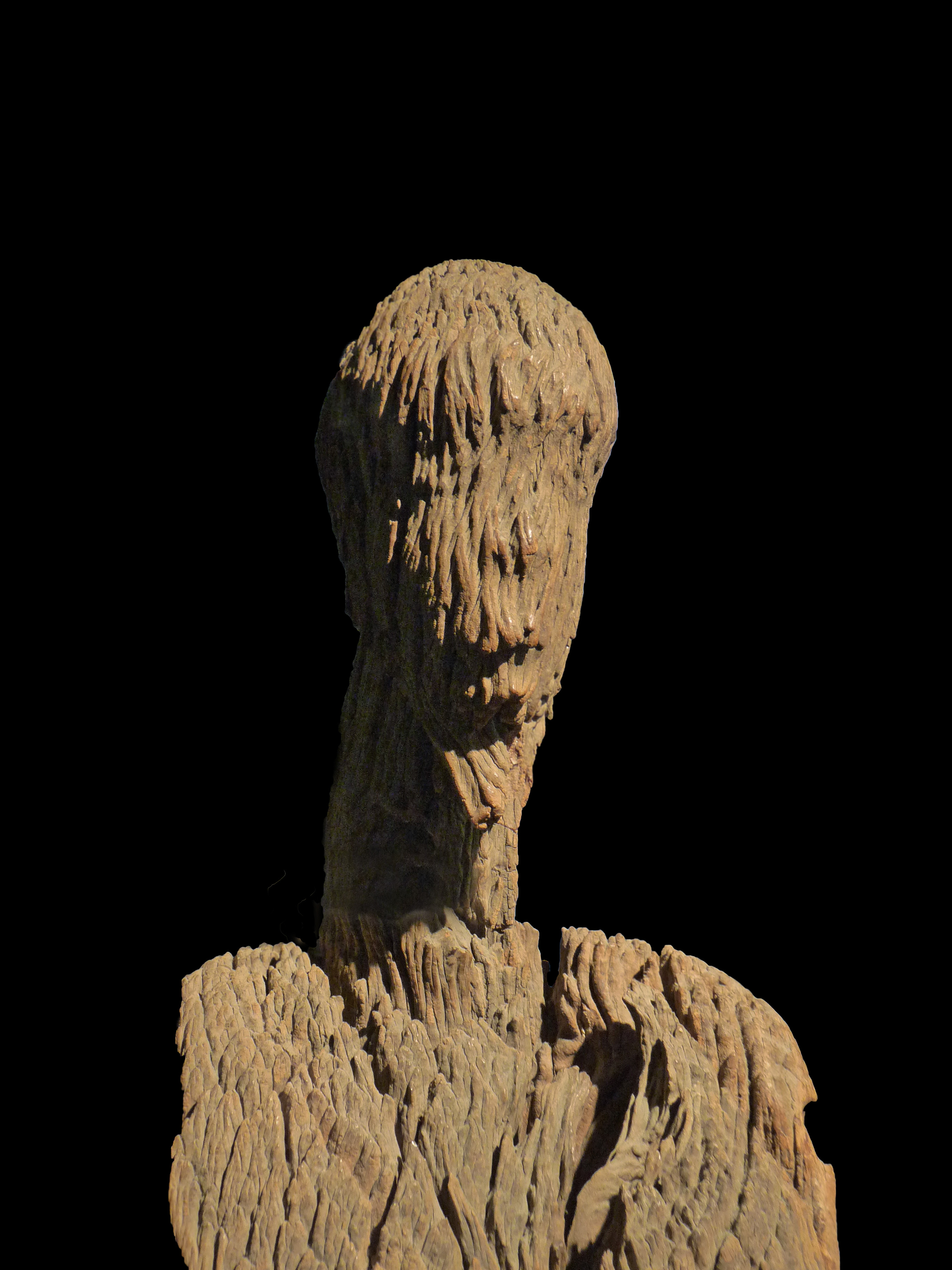
Скульптура (Частная коллекция, Париж)
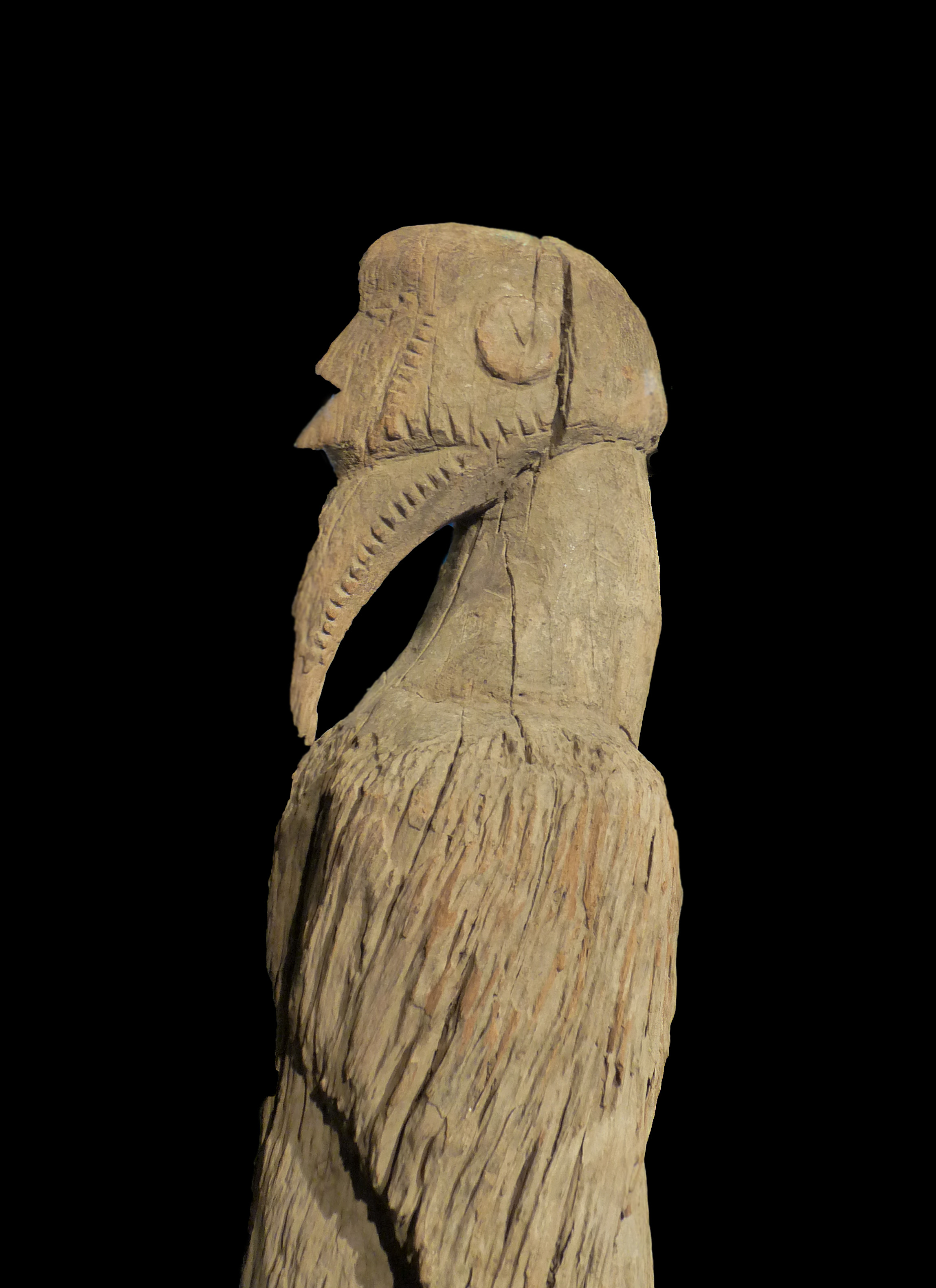
Скульптура (Частная коллекция, Париж)
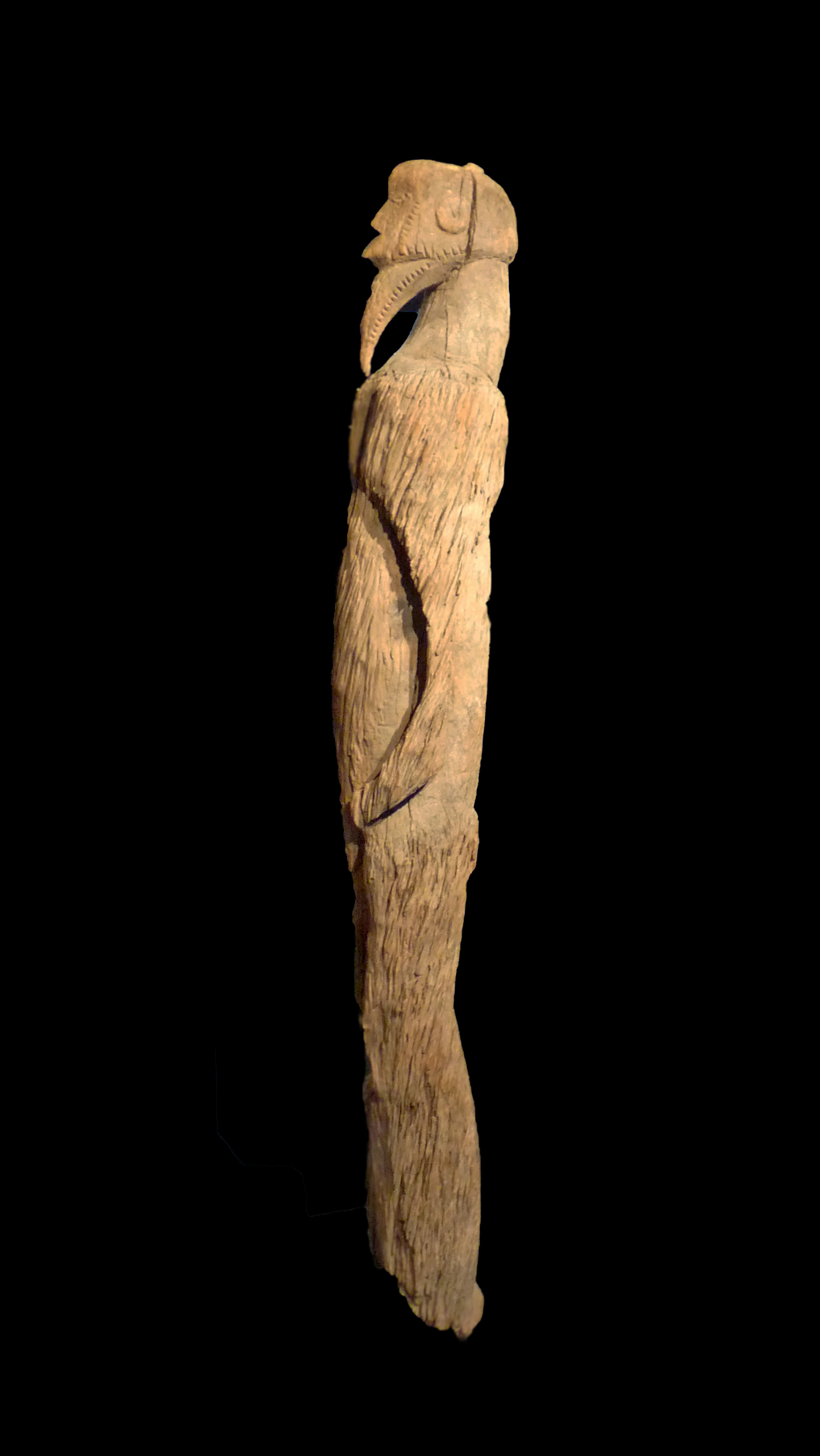
Скульптура (Частная коллекция, Париж)
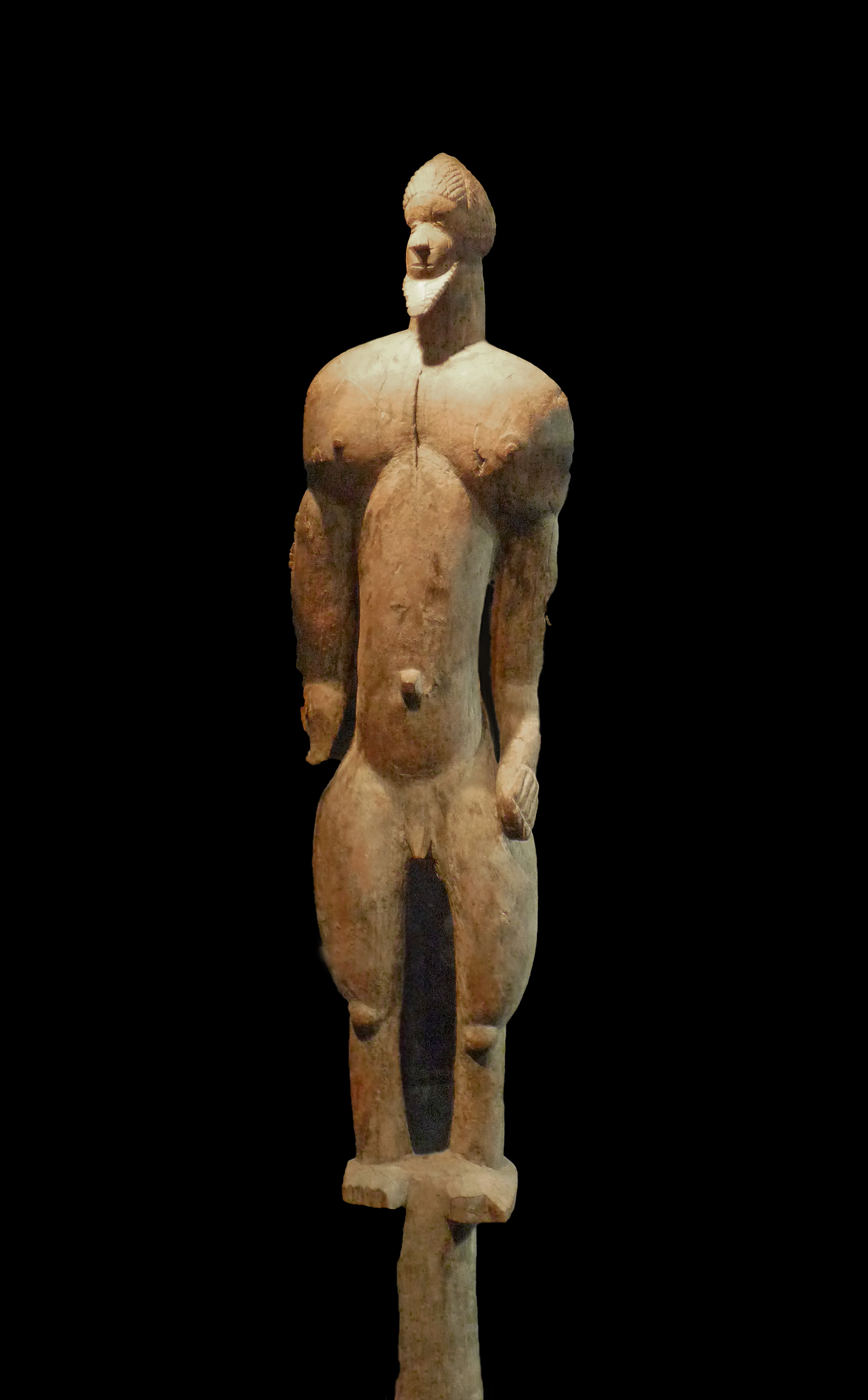
Скульптура (Коллекция, Хьюстон)